# Patrick Bruel
Maurice Benguigui, més conegut com a Patrick Bruel, (Tilimsen, Algèria francesa, 14 de maig de 1959) és un cantant, compositor, actor i jugador professional de pòquer francès.
El seu primer gran èxit en el món de la música va ser Marre de cette nana-là. El 2002 va editar Entre deux, un àlbum de duets amb, entre d'altres, Charles Aznavour, Jean-Louis Aubert o Jean-Jacques Goldman. Aquell mateix any va compondre el tema francès per al festival d'Eurovisió, Il faut de temps, que va obtenir la cinquena posició. Entre els seus èxits en la taula del pòker, el 1998 va guanyar el braçalet "World Series of Poker" i també ha participat en el World Poker Tour. Ha publicat més de 10 àlbums, essent diversos d'ells número u a França.
El 2003 va obtenir, per decret, el permís per canviar legalment el seu nom pel de Patrick Bruel.

## Discografia principal
| Estudi - 1982: Vide - 1986: De(2) face(s) - 1989: Alors, regarde - 1994: Bruel - 1995: Plaza de los héroes - 1999: Juste avant - 2002: Entre deux - 2006: Des souvenirs devant - 2012: Lequel de nous | Directe - 1987: À tout à l'heure - 1991: Si ce soir... - 1995: On s'était dit... - 2001: Rien ne s'efface... - 2003: Entre deux à l'Olympia - 2007: Des Souvenirs... ensemble - 2009: Seul... Ou presque | Recopilatoris - 2001: L'essentiel - 2003: Les talents essentiels - 2004: Puzzle - 2007: S'laisser aimer (3 CD) |

## Filmografia
- 1978 - Le Coup de sirocco d'Alexandre Arcady: Paulo Narboni
- 1982 - Ma femme s'appelle reviens de Patrice Leconte: François
- 1982 - Les Diplômés du dernier rang de Christian Gion: Philippe
- 1983 - Le Bâtard de Bertrand Van Effenterre: Dan
- 1983 - Le Grand Carnaval d'Alexandre Arcady: Pierre-Marie Labrouche
- 1984 - La Tête dans le sac de Gérard Lauzier: Dany
- 1984 - Marche à l'ombre de Michel Blanc: guitarrista al metro
- 1985 - P.R.O.F.S de Patrick Schulmann: Frédéric Game
- 1985 - Mariage Blues de Patrick Jamain: Michel
- 1986 - Champagne amer de Ridha Behi: Wanis
- 1987 - Attention bandits ! de Claude Lelouch: Mozart
- 1988 - La Maison assassinée de Georges Lautner: Séraphin Monge
- 1989 - Força major (Force majeure) de Pierre Jolivet: Philippe
- 1989 - Companys d'armes (L'Union sacrée) d'Alexandre Arcady: Simon Atlan
- 1990 - Il y a des jours... et des lunes de Claude Lelouch: músic que perd el seu avió
- 1992 - Toutes peines confondues de Michel Deville: Christophe Vade
- 1993 - Profil bas de Claude Zidi: inspector Julien Segal
- 1995 - Sabrina, de Sydney Pollack: Louis
- 1996 - El jaguar (Le Jaguar) de Francis Veber: François Perrin
- 1997 - K d'Alexandre Arcady: Sam Bellamy
- 1998 - Paparazzi: ell mateix
- 1998 - Gairebé totes les dones són iguals (The Misadventures of Margaret) de Brian Skeet: Martin
- 1998 - Hors jeu de Karim Dridi: ell mateix
- 2001 - Les Jolies Choses de Gilles Paquet-Brenner: Jacques
- 2001 - Le Lait de la tendresse humaine de Dominique Cabrera: Laurent
- 2002 - Simbad, la llegenda dels set mars (Sinbad: Legend of the Seven Seas): Simbad (veu)
- 2004 - Une vie à t'attendre de Thierry Klifa: Alex
- 2004 - El Lobo de Miguel Courtois: Nelson
- 2006 - La comèdia del poder de Claude Chabrol: Jacques Sibaud
- 2006 - Ô Jérusalem d'Élie Chouraqui: David Levin
- 2007 - Un secret de Claude Miller: Maxime Nathan Grinberg
- 2009 - Le Code a changé de Danièle Thompson: professor Alain Carcassonne
- 2010 - Comme les cinq doigts de la main d'Alexandre Arcady: Dan Hayoun
- 2012 - París-Manhattan de Sophie Lellouche: Victor Blanc
- 2012 - Le Prénom de Matthieu Delaporte i Alexandre de la Patellière: Vincent
- 2013 - Les Gamins d'Anthony Marciano: agent immobiliari
- 2014 - Els ulls grocs dels cocodrils de Cécile Telerman: Philippe